# Sângele din Amber
Sângele din Amber (titlu original Blood of Amber) (1986) este un roman fantasy scris de Roger Zelazny. A fost nominalizat la premiul Locus, fiind a doua carte a celei de-a doua serii a Cronicilor Amberului și a șaptea carte per total. Acțiunea romanului începe la o lună după încheierea celei din volumul precedent.

## Intriga
Merlin evadează din peștera de cristal și o merge la Flora. Ajuns la ea, este contactat de o prezență malefică, a cărei "semnătură" o reprezintă un potop de flori. Văzând că misterele se adâncesc, Merlin se decide să pornească cercetările de la apartamentul în care fusese ucisă fosta lui iubită, Julia. Acolo descoperă un pasaj către Ținutul celor Patru Lumi, unde ajunge în mijlocul unui război purtat de regina Jasra din Kashfa împotriva vrăjitorului Sharu Garull. Revenit în Amber, este atacat de patru oameni care poartă cristale albastre, de aceeași natură ca și peștera în care fusese prizonier. Îi învinge cu ajutorul Vintei Bayle, alături de care pleacă în ținutul stăpânit de aceasta. În timpul șederii sale acolo este contactat de Luke, pe care îl salvează de la moarte. Întrucât Luke îl ucisese pe Caine, soțul Vintei, Merlin decide să nu îi lase împreună pe cei doi prea mult timp, pentru ca văduva să nu se răzbune. Prin urmare, îl duce pe Luke în aceeași peșteră în care fusese el prizonier, pentru a-i da timp să se vindece. Acolo face un târg cu el: Luke urmează să îi destăinuie un secret vital pentru Amber, dacă Merlin o va salva pe mama lui, Jasra, prizoniera unui vrăjitor malefic cunoscut sub numele Masca. Merlin pornește apoi către Ținutul celor Patru Lumi, dar este atacat de un lup uriaș care încearcă să îl omoare. Scăpând cu viață, reușește să ajungă la o Jasra împietrită, pe care o duce în Amber după o luptă aprigă cu Masca. Ajuns în Amber, este contactat de Luke prin intermediul unui atu ciudat și este tras într-o lume a halucinațiilor.

## Aluzii literare
Când Merlin spionează pentru prima oară Ținutul celor Patru Lumi, îl descrie ca fiind format din "uluitoare structuri imense și complicate, pe care am botezat-o pe loc Gormenghast." "Gormenghast" este numele fortăreței din trilogia Gormenghast a lui Mervyn Peake.
Bătrânul John, asasinul lui Random pe care Merlin îl întâlnește în localul Bill Sângerosul face referire la personajul de bandă desenată Grimjack prin înfățișarea sa (cicatricea care îi străbate fața de deasupra ochiului stâng până sub acesta).
La finalul romanului, Merlin este purtat într-o halucinație în care își fac apariția personaje din cărțile pentru copii ale lui Lewis Carroll Alice în Țara Minunilor și Prin oglindă: Pălărierul, Iepurele de Martie, Pasărea Dodo, Lacheul Broască, Omida, Pisica de Cheshire, Humpty Dumpty, Tweedledee și Twwdledum.

## Lista personajelor
- Merlin (Merle) Corey - Duce al Granițelor de Vest și Conte de Kolvir, informatician talentat, fiu al prințului Corwin din Amber și a prințesei Dara din Haos
- Vinta Bayle - soția prințului amberit Caine
- Jasra - regină a umbrei Kashfa, care vrea să îl ucidă pe Merlin
- Lucas (Luke) Raynard - prieten al lui Merlin, care se dovedește a fi Rinaldo, fiu al prințului Brand din Amber și al reginei Jasra
- Ty'iga - demon fără trup care posedă trupurile altora (cum sunt Meg Devlan, George Hansen, Dan Martinez sau Vinta Bayle) pentru a se putea afla mereu în preajma lui Merlin
- Sharu Garrul - vrăjitor care conduce Ținutul celor Patru Lumi
- Masca - vrăjitor malefic, care încearcă să își elimine toți colegii împietrindu-i
- Dave - dezertor din armata Kashfei, devenit sihastru
- Dalt - conducător al unei rebeliuni împotriva prinților Amberului, învins în bătălia Kolvirului
- Julia Barnes - fostă iubită a lui Merlin de pe Pământ, asasinată
- Flora - prințesă din Amber
- Fiona - prințesă din Amber
- Random - rege al Amberului
- Martin - fiul regelui Random
- Gerard - prinț din Amber
- Bleys - prinț din Amber
- Benedict - prinț din Amber
- Ghostwheel - inteligență artificială creată de Merlin
- Bill Roth - avocat, prieten bun cu Merlin
- Droppa - amberit
- Jurt - frate de mamă cu Merlin
- Gail - fostă iubită a lui Luke
- Scrof - Locuitor, paznic al Ținutului celor Patrru Lumi
- Andy - barman
- Bătrânul John - luptător în slujba lui Oberon și, ulterior, a lui Random
- Jordy - străjer
- Meg Devlin - femeie folosită pentru de Doamna din Lac pentru a lua legătura cu Merlin
- D-na Hansen - vecină a lui Merlin pe umbra Pământ
- Ron - aventură de o noapte a Florei